# Elia Cinquini
Elia Cinquini (Viareggio, 26 ottobre 1991) è un hockeista su pista italiano, difensore del  CGC Viareggio. È figlio dell'allenatore ed ex giocatore Mauro Cinquini.

## Palmarès
- Supercoppa italiana: 3

CGC Viareggio: 2013
Forte dei Marmi: 2017, 2019
- Coppa Italia: 3

Forte dei Marmi: 2016-2017, 2023-2024
Amatori Lodi: 2020-2021
- Campionato italiano: 3

Forte dei Marmi: 2018-2019, 2023-2024
Amatori Lodi: 2020-2021